# Francis Atterbury

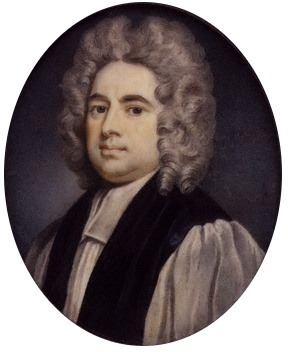
Francis Atterbury

Francis Atterbury (Milton Keynes, Buckinghamshire, 6 de marzo de 1663-París, 22 de febrero de 1732) fue un obispo y hombre de letras inglés.

## Biografía
Nació en Milton Keynes (Buckinghamshire), donde su padre era rector. Se educó en la Westminster School y en la Christ Church de Oxford, donde fue tutor. En 1682 publicó una traducción de Absalón y Aquitofel en versos latinos sin el estilo ni la versificación típica de la poesía augustea. Fue con su obra literaria en inglés donde obtuvo más éxito; en 1687 publicó Una respuesta a algunas consideraciones, el Espíritu de Martín Lutero y el original de la Reforma / An Answer to some Considerations, the Spirit of Martin Luther and the Original of the Reformation, una respuesta a Obadiah Walker.
Tras la "Revolución Gloriosa", Atterbury juró al momento fidelidad al nuevo gobierno. Había tomado las sagradas órdenes en 1687 y predicado ocasionalmente en Londres con una elocuencia que elevó su fama, de forma que fue mombrado para ser uno de los capellanes reales del rey Guillermo III de Inglaterra. Moró con frecuencia en Oxford, donde fue el principal consejero y asistente de Henry Aldrich, durante cuya administración Christ Church se volvió un reducto "tory". Él inspiró a su alumno Charles Boyle a que produjera su Examination of Dr. Bentley's Dissertations on the Epistles of Phalaris, (1698) un ataque dirigido contra el más famoso filólogo grecolatino de Inglaterra, pero whig, Richard Bentley, quien había escrito un opúsculo para impugnar la autenticidad de las Epístolas de Fálaris. El satírico Jonathan Swift, impresionado, lo puso en su Batalla de los libros como el dios Apolo que dirigía la lucha, y fue, sin duda, en gran parte, coautor del ensayo de Boyle. Bentley pasó dos años elaborando su célebre respuesta, que ratificaba no solo que las cartas atribuidas a Fálaris eran falsas, sino también que todo el talento y la elocuencia de Atterbury eran un disfraz para la audaz pretensión de conseguir un cargo académico.
Fue luego capellán de la reina Ana y llegó a obispo de Rochester en 1713. Al mismo tiempo fue deán de Westminster. Y en 1710 uno de los primeros redactores del periódico Examiner, editado por el partido tory para contrarrestar la prensa del whig, que contaba también entre sus periodistas al filósofo y político Henry St John, vizconde de Bolingbroke y al poeta y diplomático Matthew Prior (1664 – 1721).
Habiéndose declarado a favor del pretendiente Estuardo, fue encerrado en la Torre de Londres en 1722 y condenado por la Corte de pares al exilio. Se retiró entonces a Francia y murió en París en 1732. 
Fueron famosos sus Sermones y la ya citada apología luterana. Williams Folkestone editó sus Memoirs and Correspondence of Francis Atterbury, Bishop of Rochester. With notices of his distinguished contemporaries. Londres: Allen, 1869, 2 vols.